# Pietre runiche d'Italia

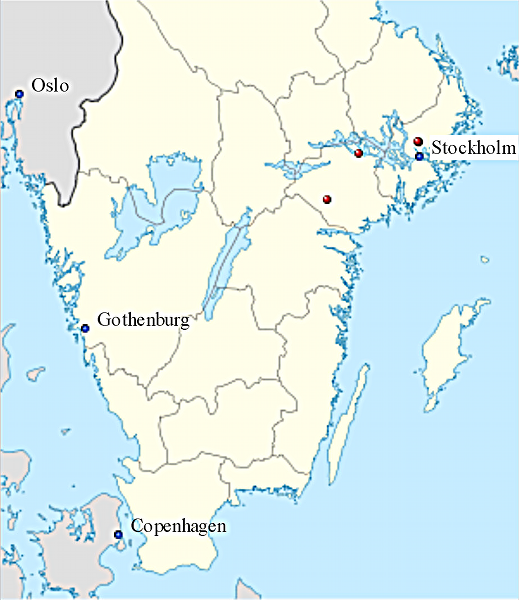
Posizione delle Pietre runiche d'Italia.

Le pietre runiche d'Italia sono tre o quattro  pietre runiche variaghe risalenti all'XI secolo che ci parlano dei guerrieri che perirono in Langbarðaland ("Terra dei Longobardi"), il nome in norreno dell'Italia meridionale corrispondente al tema bizantino di Longobardia\Langobardia (von Friesen, Wessen). Su questi monoliti ci si riferisce alle terre del sud Italia note con il nome di Langobardia, ma su Rundata si specifica, erroneamente, la Lombardia, confondendo la Lombardia/Longobardia Maior con la Lombardia/Longobardia Minor.
Le pietre runiche sono incise in norreno con l'alfabeto runico e due di queste rimangono nell'Uppland mentre uno o due si trovano nel Södermanland.
Questi monumenti furono eretti probabilmente a memoria dei componenti della guardia variaga che morirono durante i combattimenti avvenuti nel sud Italia contro i Normanni o i musulmani. Molti dei loro commilitoni sono menzionati su 28 pietre runiche conosciute con il nome di pietre runiche della Grecia, erette nelle medesime località dei manufatti in oggetto.
Sembra che gli uomini che formavano la guardia variaga non venissero arruolati con la forza, secondo un classico stereotipo, ma erano tutti guerrieri volontari che avevano provato il loro valore con le armi. Erano truppe speciali molto apprezzate e ben volute sia dagli imperatori bizantini che dal Rus' di Kiev, ove combatterono a sostegno dei signori locali.

## Interpretazioni
Johan Peringskiöld riteneva che la pietra runica di Fittja (U 141) e la pietra runica di Djulefors (Sö 65) facessero riferimento alla migrazione dei Longobardi dalla Svezia, ma Celsius (1727) aveva una differente interpretazione, infatti notò che il nome Longobardia venne utilizzato per indicare l'Italia solo dopo la distruzione del regno longobardo nel 774. Pertanto egli riteneva che i guerrieri citati nelle stele appartenevano alla spedizione di Federico II in Italia. Questo punto di vista fu accettato anche da Brocman (1762) che riteneva i guerrieri morti nelle battaglie contro l'Imperatore bizantino.
Il von Friesen (1913) notò però che nelle iscrizioni non ci si riferiva alla Lombardia, bensì alle terre del mezzogiorno note con il nome di Langobardia che nell'XI secolo appartenevano a Bisanzio e dove si combatterono numerose battaglie tra i greci e i normanni e dove perirono gli uomini citati sui manufatti.

## Uppland
In questa regione si trovano due pietre runiche che menzionano l'Italia, entrambe erette dalla stessa dama in memoria del figlio.

### U 133

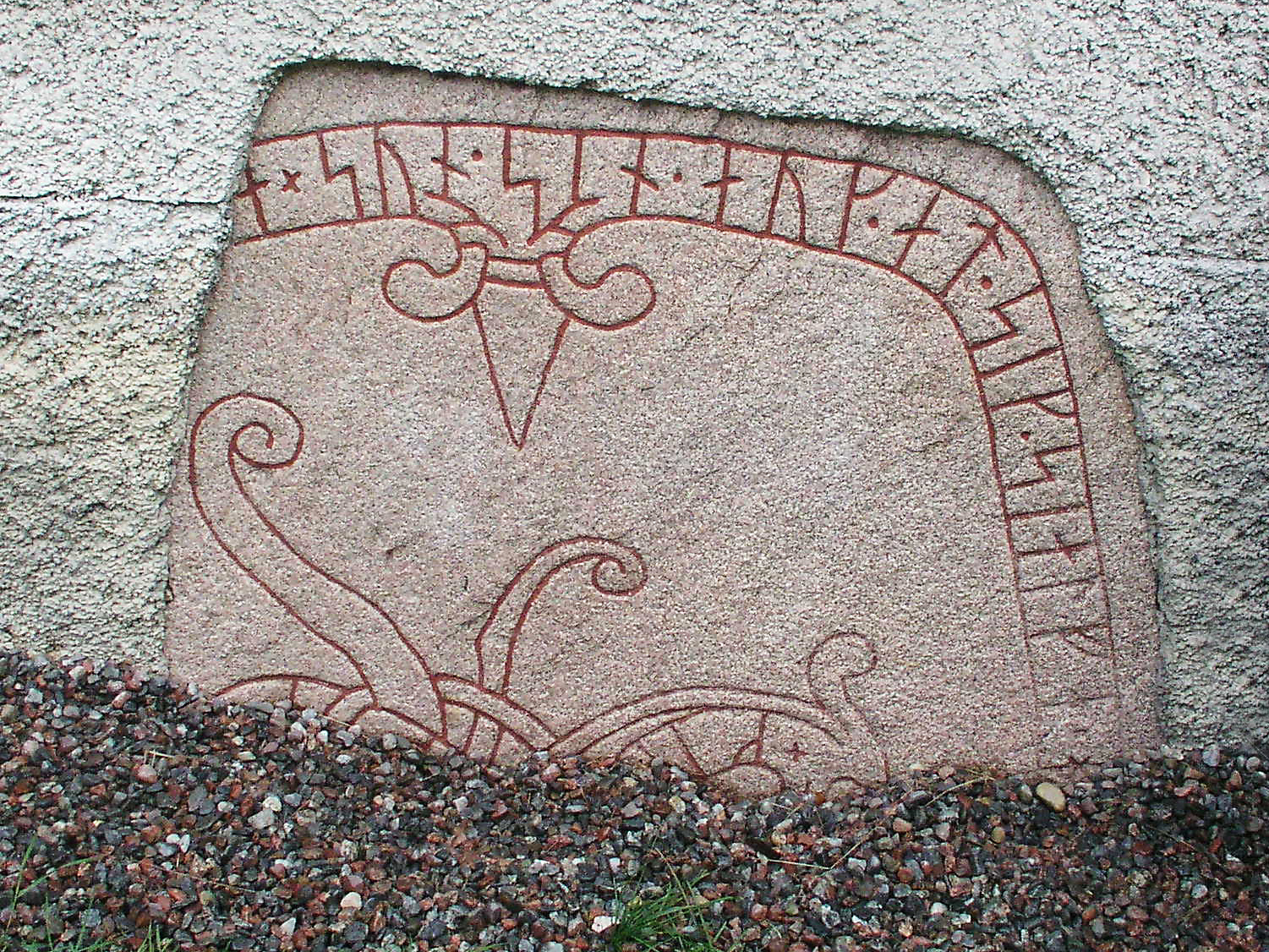
U 133, primo frammento.

La pietra runica U 133 venne in passato divisa in due parti e riutilizzate nel muro meridionale della chiesa di Täby, poste quasi al livello del terreno. Il frammento più grande, che in origine era la parte superiore del manufatto, si trova nella parte occidentale del vecchio porticato costruito sul muro meridionale della chiesa. Il secondo frammento, più piccolo, si trova rovesciato nella parete sud del portico. Entrambi i frammenti sono in parte conficcati nel suolo, pertanto, per leggere l'intera iscrizione, è necessario rimuovere il terreno. Il pezzo più grande era conosciuto già alla fine del XVI secolo e venne studiato da Johan Peringskiöld sul finire del XVII secolo e da Olof Celsius nel 1727. Il secondo frammento fu studiato solo nel 1857 quanto venne scoperto da Richard Dybeck, il quale però riteneva che appartenesse ad un diverso manufatto. Successivamente rivide le sue posizioni nell'opera Sverikes runurkunder (1865) ove riconsiderò i due manufatti come frammenti della stessa pietra runica.
La stele è in granito rosso e probabilmente formava un monumento gemello assieme alla U 141, nella tenuta Fittja, prima di essere rimossa e riutilizzata come materiale da costruzione verso la metà del XV secolo.
Sia la U 133 che la U 141 vengono assegnate, da von Friesen e Erik Brate, alla produzione del maestro di rune Fot. Vennero commissionate da Guðlaug in memoria di suo figlio Holmi che morì in Langbarðaland. Peterson (2002) identifica Guðlaug come una delle committenti delle pietre runiche Sö 206 e Sö 208 mentre Pritsak (1981) identifica la donna come la figlia di Ónæmr, citato su U 328. Egli ritiene, inoltre, che il padre di Holmi fu Özurr che è indicato sulla U 328 e sulla U 330.

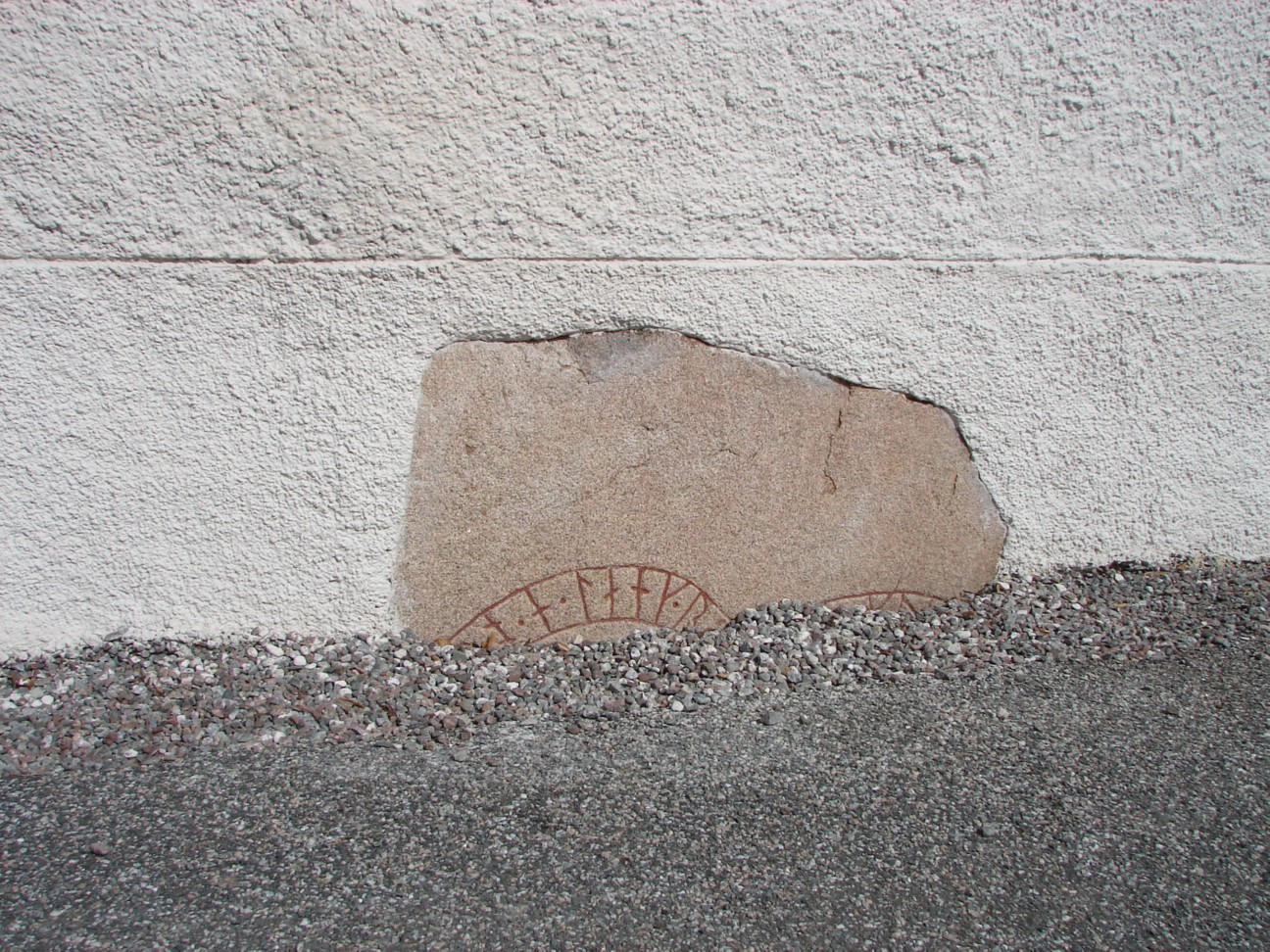
U 133, secondo frammento.

#### Traslitterazione in caratteri latini
+ kuþluk * lit ... ... ... ...a × sun * sin * auk * at * sik * sialfa * han * to * a lank*barþa*l--ti *

#### Trascrizione in norreno
Guðlaug let [ræisa stæina at Holm]a, sun sinn, ok at sik sialfa. Hann do a Langbarðal[an]di.

#### Traduzione in italiano
"Guðlaug ha eretto la pietra in memoria di Holmi, suo figlio, e in memoria di se stessa. Egli morì in Langbarðaland (Langobardia)."

### U 141

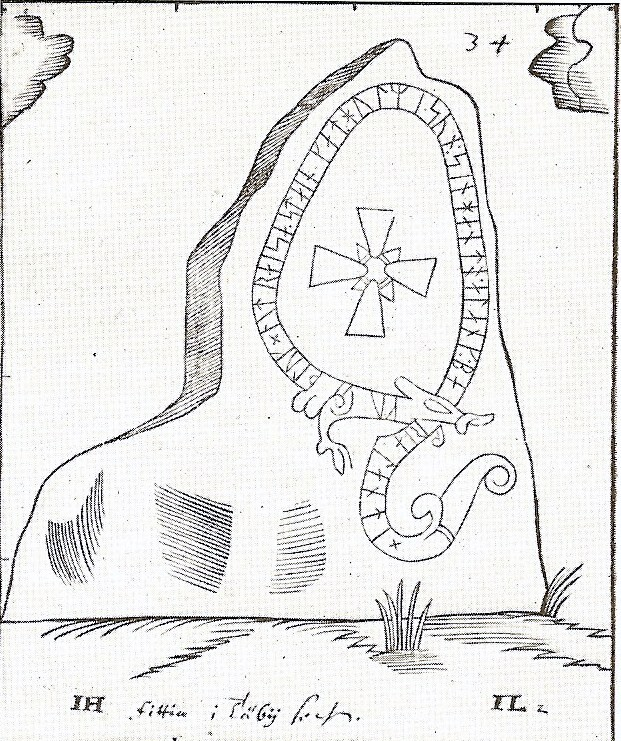
U 141 in un disegno del XVII secolo.

U 141 formava un monumento gemello con la U 133 e fu eretta sempre da Guðlaug in memoria di suo figlio Holmi. Fu documentata per la prima volta da Johannes Messenius, nel 1611. Sembra che abbia appreso dell'esistenza del manufatto da Johannes Bureus. Aschaneus (1575-1641) in una nota ci segnala che la pietra runica era visibile nella tenuta di Fittja prima della sua scomparsa. Nel 1933 fu rinvenuto un frammento con le ultime tre rune dell'iscrizione durante i lavori per l'installazione del sistema di riscaldamento nella cantina della tenuta. Il frammento in granito fu successivamente eretto nel giardino della tenuta.

#### Traslitterazione in caratteri latini
[kuþluk × lit * raisa * staina * at * hulma * sun * sin * han * to * a * lank*barþa*la(n)ti ×]

#### Trascrizione in norreno
Guðlaug let ræisa stæina at Holma, sun sinn. Hann do a Langbarðalandi.

#### Traduzione in italiano
"Guðlaug ha eretto la pietra in memoria di Holmi, suo figlio. Egli morì in Langbarðaland (Langobardia)."

## Södermanland
Ci sono due pietre runiche che menzionano l'Italia nel Södermanland. In realtà una di queste riporta solo i caratteri La perché gli altri sono andati persi. Il resto dell'incisione ci informa che il luogo dei fatti si trova sulla rotta orientale, siccome l'unico luogo sulla rotta orientale conosciuto agli antichi norreni che iniziava per La era la Langobardia, abbiamo l'identificazione certa nel sud Italia.

### Sö Fv1954;22

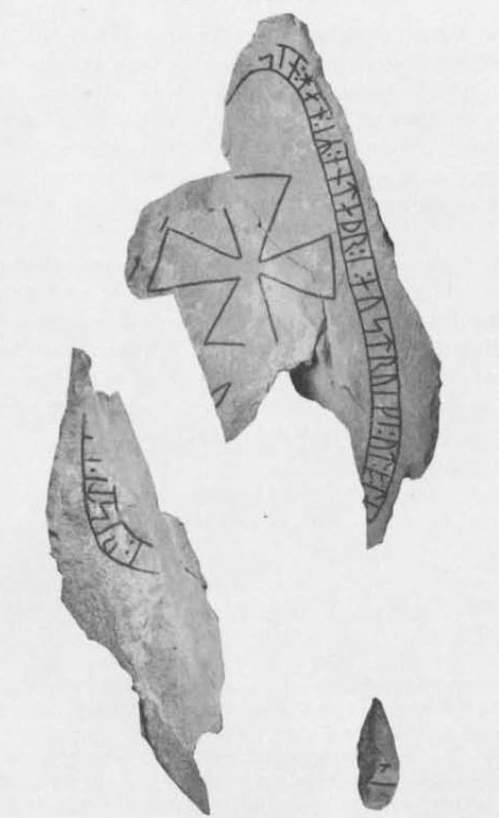
Pietra runica Sö Fv1954;22.

La pietra runica Sö Fv1954;22 è in un granito grigio e venne rinvenuta rotta in 11 frammenti su una piccola collina a sud-ovest del villaggio di Lagnö, nel 1949, tra i resti di un insediamento medievale probabilmente riutilizzata come materiale edile. Fu trasportata a Stoccolma ove venne custodita ma non riassemblata perché i pezzi a disposizione erano pochi e non permettevano tale operazione. Nel 1953 Jansson visitò nuovamente il sito ove furono rinvenuti i frammenti e rinvenne altri 4 pezzi del manufatto. Solo allora fu possibile ricostruire il manufatto e la sua iscrizione. L'espressione i austrvegi, sulla rotta orientale, compare anche sulle pietre runiche Sö 34 e Sö 126, nella medesima regione. L'ultima parola dell'iscrizione, che ci racconta ove è deceduto l'uomo, è parzialmente persa, ma Jansson (1954) notò che probabilmente è Langbarðaland, perché l'incisione inizia con La.

#### Traslitterazione in caratteri latini
...i : risti : ---... ... ...in... ... sin : han : iR : entaþr : i : austruiki : ut : o : la-...

#### Trascrizione in norreno
... ræisti ... ... ... ... sinn. Hann eR ændaðr i austrvegi ut a La[ngbarðalandi](?).

#### Traduzione in italiano
"... eretta ... ... ... ... suo. Egli trovò la sua fine sulla rotta orientale, all'estero, in Langobardia(?)"

### Sö 65

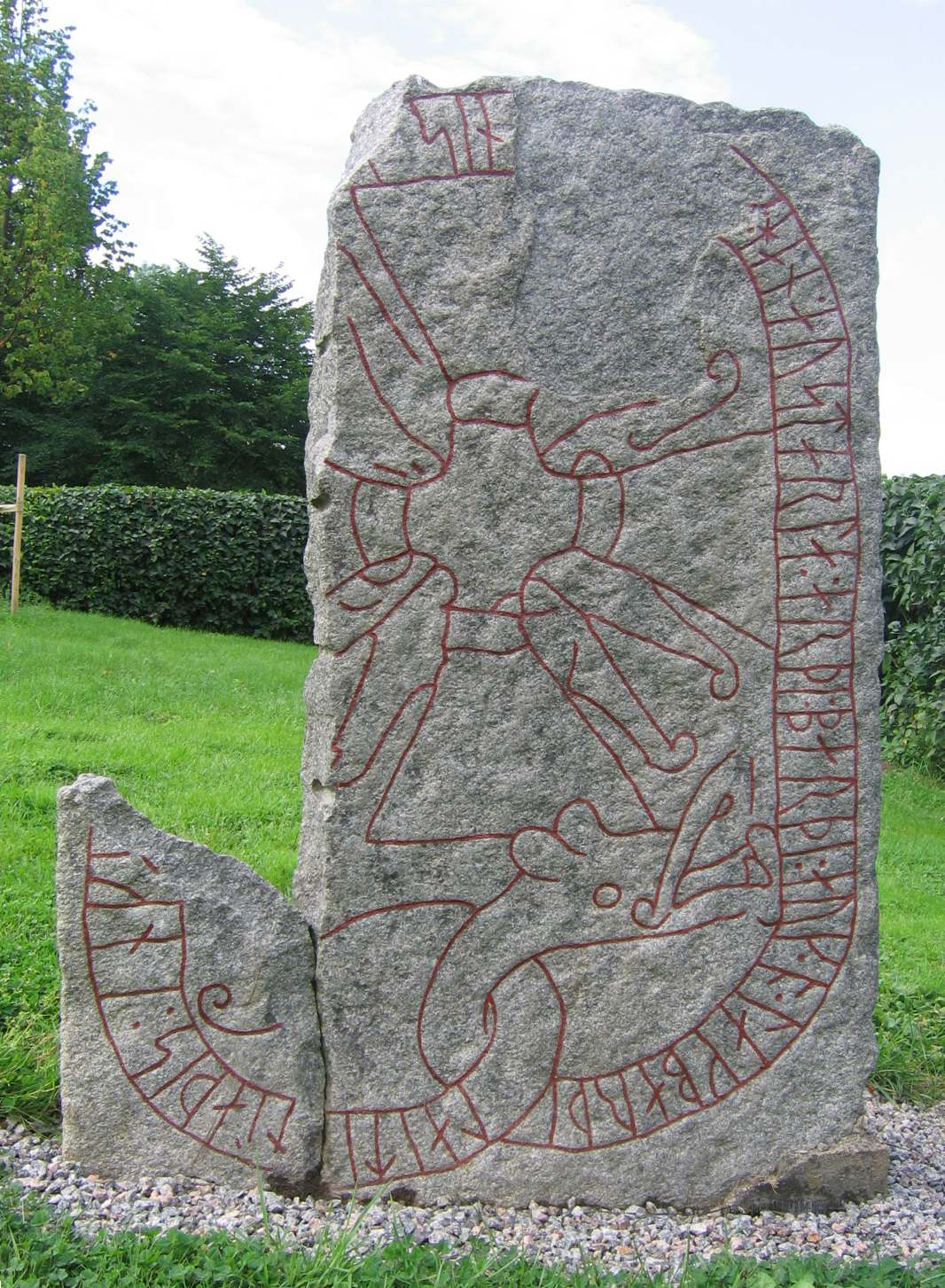
Pietra runica Sö 65.

La pietra runica Sö 65 fu documentata già alla fine del XVII secolo e al giorno d'oggi rimane nel parco del palazzo Eriksberg. Gli studiosi Brate & Wessén (1924 - 1926) dichiararono che circa un terzo del monumento è andato perduto. Rundata riporta che la parte mancante fu rinvenuta nel 1934.
Sophus Bugge notò nel suo Runverser che l'espressione arði barði (letteralmente: arò la sua poppa) appare sia nel Third Grammatical Treatise di Óláfr Þórðarson (XIII secolo) che nella Saga degli uomini delle Orcadi. L'epitaffio è nella metrica che Snorri Sturluson chiamava hinn skammi háttr. Inoltre aggiunse che, siccome la vita sul mare fu molto importante per gli antichi norreni, è naturale ritrovare versi con riferimento alla navigazione nelle loro opere letterali.

#### Traslitterazione in caratteri latini
[inka : raisti : stain : þansi : at : ulai](f) : sin : [a...k] : han : austarla : arþi : barþi : auk : o : lakbarþilanti : [anlaþis +]

#### Trascrizione in norreno
Inga ræisti stæin þannsi at Olæif sinn ... Hann austarla arði barði ok a Langbarðalandi andaðis.

#### Traduzione in italiano
"Inga eresse questa pietra in memoria di Óleifr, suo ... Egli arò la sua poppa (navigò verso) a oriente, e trovò la sua fine nella terra dei longobardi."